# Tosanoides annepatrice
Tosanoides annepatrice là một loài cá biển thuộc chi Tosanoides trong họ Cá mú. Loài này được mô tả lần đầu tiên vào năm 2018.

## Từ nguyên
Từ định danh được đặt theo tên của bà Anne Patrice Greene, là mẹ của tác giả thứ hai Brian D. Greene, người đã thu thập tất cả các mẫu vật của loài cá này, cũng như để ghi nhận sự hỗ trợ và động viên mà bà đã dành cho hành trình khám phá các rạn san hô sâu ở Micronesia của con trai mình.

## Phân bố và môi trường sống
T. annepatrice mới chỉ được ghi nhận ở quốc đảo Palau và đảo Pohnpei (Liên bang Micronesia), nhưng có lẽ sẽ được tìm thấy trên khắp Micronesia.
T. annepatrice được quan sát và thu thập dọc theo các rạn san hô dốc ở độ sâu khoảng 115–150 m.

## Mô tả

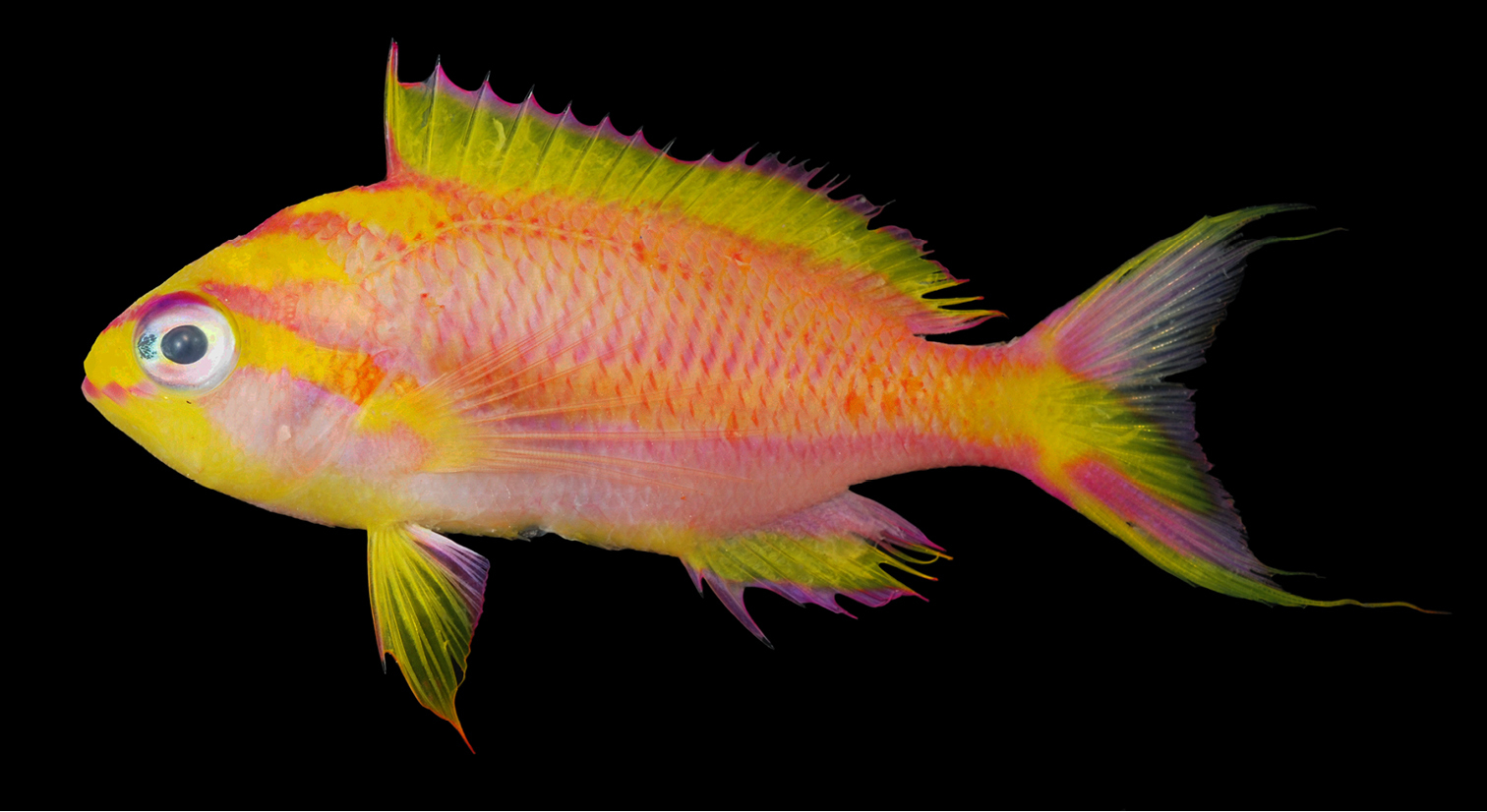
Mẫu định danh (cá đực, thu thập tại bang Kayangel, Palau)

Tổng chiều dài cơ thể lớn nhất đươc ghi nhận ở T. annepatrice là 10,4 cm (chiều dàu chuẩn của mẫu vật này là gần 6,9 cm).
Cá đực: đầu và thân màu đỏ hồng, bụng vàng tươi. Đầu có thêm 4 sọc chéo màu vàng tươi, riêng sọc thứ ba nối tiếp với sọc đỏ tươi trên thân có viền màu cánh sen, trở lại màu vàng ở giữa gốc vây đuôi. Vây lưng có dải vàng rất dày ở giữa, bao quanh với viền màu cánh sen. Vây hậu môn có màu vàng ở trước, chuyển sang màu cánh sen ở sau. Vây bụng màu vàng, ngoại trừ hai tia cuối màu cánh sen. Mắt màu hồng tím với một vòng vàng quanh đồng tử.
Cá cái và cá con: màu vàng với các vệt gợn sóng màu đỏ gần như thẳng đứng dọc theo mép vảy cá. Vây hậu môn màu cánh sen ở trước, chuyển sang màu tím ở sau, có vệt màu vàng lục giữa vây. Vây bụng màu cánh sen.
Số gai ở vây lưng: 10; Số tia vây ở vây lưng: 16–17; Số gai ở vây hậu môn: 3; Số tia vây ở vây hậu môn: 8; Số tia vây ngực: 14; Số gai ở vây bụng: 1; Số tia vây ở vây bụng: 5; Số vảy đường bên: 33–34.

## Sinh thái
Qua khảo sát thực địa, hầu hết các cá thể T. annepatrice sống thành nhóm hậu cung gồm một con đực với một vài con cái và con non.